# Fractured Man
Fractured Man è il sesto album in studio del gruppo musicale britannico Fire + Ice, pubblicato nel 2012.

## Tracce
1. Caratacus	- 3:40
2. Treasure House - 2:03
3. Fractured Man	- 5:20
4. Nimm - 5:37
5. Have You Seen? - 3:47
6. Jubal And Tubal Cain - 4:30
7. Verloschen - 4:01
8. Mr Wednesday - 3:19
9. Ælfsiden - 4:58
10. Fractured Again - 4:12

Durata totale: 41:27

## Crediti

### Musicisti
1. Ian Read – voce
2. Annabel Lee – violino (nelle tracce 1, 3, 6 e 9), Hohner pianet (nella traccia 9)
3. Michael Moynihan – bodhrán (nelle tracce 1, 7 e 9)
4. Douglas Pearce – chitarra (nelle tracce 1 e 10), voce di supporto (nella traccia 10)
5. Michael Laird – harmonium (nella traccia 3), hammered dulcimer, autoharp, mandolino, altre voci (nella traccia 5), mandolino, dulcimer appalachiano, chitarra, campanelli (nella traccia 6)
6. Eriach Hagle – voce di supporto (nella traccia 10)
7. Bart Farar – chitarra (nella traccia 5)
8. David – Rickenbacker (nella traccia 8)
9. Terry Davey – tamburo a cornice, violino, chitarre, arrangiamento (nella traccia 8)
10. Vurgart – chitarra aggiuntiva (nelle tracce 2, 4 e 7)

### Personale tecnico
1. John French – produzione
2. Joseph Cermieli – ingegneria del suono
3. Robert Ferbrache – registrazione del violino di Annabel Lee e del bodhrán di Michael Moynihan

### Altri riconoscimenti
1. Sonne Hagal – musica (tracce 2, 4 e 7)
2. Unto Ashes – musica (tracce 3, 5 e 6)
3. Bart Farar – co-autore (traccia 5)